# Kris Richard
Kris Richard (Thun, 20 november 1994) is een Zwitsers autocoureur.

## Carrière
Richard begon zijn autosportcarrière in het karting in 2003. In 2007 stapte hij hierin over naar het Duitse Rotax Max-kampioenschap, dat hij in 2008 als tweede afsloot. In 2011 maakte hij de overstap naar het formuleracing en reed twee seizoenen in de Formule Lista Junior bij het team Daltec Racing. In 2011 behaalde hij twee podiumplaatsen op het Autodrom Most en het Autodromo Nazionale Monza en werd met 78 punten zevende in de eindstand. In 2012 won hij een race op Dijon-Prenois en behaalde nog zeven andere podiumplaatsen, waarmee hij met 137 punten zijn kampioenschapspositie verbeterde naar de derde plaats.
Tussen 2013 en 2015 had Richard te weinig geld om zich te kunnen concentreren op zijn autosportcarrière en ging zich in plaats daarvan richten op zijn studie. In 2016 keerde hij terug in de autosport, waarbij hij uitkwam in de European Touring Car Cup in een Honda Civic TCR bij het team Rikli Motorsport. Hij won vijf races op de Slovakiaring (tweemaal), de Nürburgring Nordschleife, het Circuito Internacional de Vila Real en het Circuit Magny-Cours en werd zo met 109 punten kampioen in de klasse. Daarnaast kwam hij dat jaar uit in de TCR Benelux bij het team Boutsen Ginion Racing in een Honda Civic tijdens het raceweekend op het Circuit Goodyear, waarbij hij de auto deelde met de latere kampioen Stéphane Lémeret. In zijn races eindigde Richard als vierde, derde en tweede.
In 2017 maakte Richard de overstap naar het ADAC TCR Germany Touring Car Championship, waarin hij voor het team Target Competition UK-SUI uitkwam in een Honda Civic Type R TCR. Hij behaalde één podiumplaats op de Sachsenring en eindigde het seizoen op de tiende plaats in de eindstand met 178 punten. Daarnaast debuteerde hij dat jaar in het World Touring Car Championship waarin hij, als prijs voor het winnen van het ETCC in 2016, uitkwam voor het team Campos Racing in een Chevrolet RML Cruze TC1 tijdens het raceweekend op de Twin Ring Motegi als vervanger van Esteban Guerrieri. Hij eindigde de races als veertiende en twaalfde.